# Carl Joachim Hambro (politiker)
Carl Joachim Hambro, född 5 januari 1885 i Bergen, Norge, död 15 december 1964, var en norsk journalist, författare, politiker, stortingspresident 1926-33 samt 1935-45, stortingsrepresentant för Oslo 1919-57, ledamot ledande i stortingets motståndsåtgärder vid den tyska invasionen av Norge 1940.
Hambro blev cand.mag år 1907. Sedan 1905 var han medarbetare i Morgenbladet, vars huvudredaktör han var mellan 1913 och 1920. 1921 blev han redaktör för Ukens revy. Perioden 1910 - 13 var han sekreterare i Nordmansförbundet och 1923 blev han dess ordförande. 1911 - 16 var han förbundets tidskriftsredaktör.
Hambro var 1910-1943 gift med Gudrun (”Dudu”) Grieg, och från 1946 med Gyda Christensen.

## Politisk gärning
År 1918 blev Hambro invald i stortinget som representant för Høyre. Från 1925 var han ordförande i Stortingets konstitutions- och utrikeskommitté och 1926-1928 var han stortingspresident. 1927 blev han Høyres ledare och 1928 - 34 samt 1945 - 54 var han ordförande i partiets landsstyrelse.
Hambros vältalighet och arbetsförmåga framstod som förstklassig och förde honom till många framskjutna ställningar i norsk politik.
I en tid präglad av starka antiparlamentariska stämningar slog han vakt om Stortingets ställning. Vid den tyska invasionen den 9 april 1940 blev hans insats legendarisk i och med att han ordnade med transport så att kungafamiljen och Stortinget i tid kom ut från Oslo och formulerade den så kallade Elverumsfullmakten, som gav regeringen befogenhet att utöva sin myndighet även utanför landets gränser. Hambro följde regeringen i exil och vistades under kriget mestadels i USA.
Hambro var ledamot av den norska delegation som 1923-24 förhandlade med Danmark om Grönlandsfrågan. 1926-27 var han norsk delegerad vid Nationernas Förbunds församling i Genève. Han var också förbundsförsamlingens siste president 1939-46. Han var därefter ordförande bland annat vid arbetslivskonferensen i Genève 1947.
Inom Stortinget var Hambro efter kriget president i Odalstinget och hyllades vid sin avgång 1957 som statsman och parlamentariker. Han tillerkändes livstidspension (æresgasje). 

## Publikationer
Hambro har skrivit bland annat:
- Irske strejftog och studier (1920)
- Mænd og masker (1921)
- Førord. Hvorfor jeg tror på Oxford-bevegelsen. (1935)
- I saw it happen in Norway (1940)
- Taler i krig (1945)
- Drømmer og dådsmenn (1954)
- Memoarer i fem band (1948-63)